# クリスタル オブ リユニオン
『クリスタル オブ リユニオン』（CRYSTAL OF RE:UNION）は、gumiによって運営されるスマートフォン・タブレット向けゲームアプリ。
基本プレイは無料で、ゲーム内アイテムを有料で購入できるフリーミアムモデル。モバイルゲーム特有のガチャが無い点も特徴のひとつとしている。

## 概要
gumiの新規IPによるオンラインストラテジーゲーム。
「超建国ストラテジックファンタジー」と銘打たれており、自分の王国を作り軍隊を育てながら、同じワールドに属する他の大勢のプレイヤーと戦争をしたり、同盟を組んで協力したりするストラテジー型MMOSLGタイプのゲームとなっている。
また、英雄ごとのストーリーを充実させることで他社ストラテジーゲームタイトルとの差別化が図られている。

## 登場キャラクター

### 英雄

#### 第1章
クローディア
声 - 日笠陽子
聖なる剣と槍で主の道を切り拓く無双の英雄。可憐で生真面目。忠誠心あふれる万能な乙女だが、時々ズレたことをする天然さがある。
ベオウルフ
声 - 杉田智和
王への忠誠を剣に誓う、熱い心を持った英雄。まっすぐな熱意の為、他人と衝突することもあるが、お互いが納得するまで議論する熱血漢。
ジャンヌダルク
声 - 日高里菜
百年戦争の救世主と呼ばれし、少女の英雄。予知で王や仲間の役に立とうと奔走しており、失敗しても挫けず笑顔を絶やさない強さがある。
クー・フーリン
声 - 子安武人
力の強さを求めながら、力を畏怖する英雄。戦に魅入られたかのように愉悦を浮べ戦う姿と誰にでも優しくクールな姿。2つの貌を持つ。
ヘラクレス
声 - 沢城みゆき
男女問わず人を惹きつけるセクシーな英雄。面倒は拳と斧で解決と大雑把な行動が多いが、情に厚かったり照れたりと可愛い一面もある。
平将門
声 - 石田彰
常に微笑を湛え、静謐な貫禄を纏いし英雄。人を寄せ付けない雰囲気があり誤解されがちだが、常に周囲を暖かく見守っているお人好し。
ランスロット
声 - 能登麻美子
美貌と知勇を併せ持ち、王に寄り添い守る英雄。その高い能力は愛する王の為だけに振るわれ、それ以外では気まぐれで王にしか御せない。
クリシュナ
声 - 中村悠一
圧倒的力を持ちながら戦いを嫌う、軟派な英雄。女好きで軟派な性格だが、踊りに対しては真摯で、さらに不戦を貫く強き意志もある。
グレンデール
声 - 呉圭崇
黙々と王の敵を排する、寡黙な英雄。言葉が足りず誤解されることもしばしばだが、その不器用な面を補うため、日々鍛錬している。
イスカンダル
声 - 堀江由衣
優しくも厳しい、姉のように王を導く英雄。王をからかいながらも、優しく見守る瞳には、深い知性と経験からくる自信があふれている。
ヤマトタケル
声 - 緑川光
異なる二つの人格が共存する、二重人格の英雄。大人しく人懐っこいヤマトと好戦的なタケル。二人は意図的に入れ替わる大の仲良しである。
オリヴィエ
声 - 小清水亜美
誓い込めた二振りの剣を操りし、美貌の英雄。戦に政にと冷静かつ的確に王をサポートする、クールで完璧な彼女には、秘密があるらしい。
ペルセウス
声 - 梶裕貴
高みを目指し頑張り続ける少年の姿をした英雄。王と高みへゆく為、日夜努力を重ねる熱血少年。ちなみに子供呼ばわりは禁句な模様。
トリスタン
声 - 篠宮あすか
小動物のようにおどおどした、苦労人の英雄。高貴なお嬢様然とした姿から想像できないが、節約と貧乏性、そして剣の腕を有している。
巴御前
声 - 井上喜久子
母性溢れ、お淑やかな世話好きな英雄。魔獣を射抜く弓の腕前は百発百中。王以外にはやや手厳しいところも見える。
セミラミス
声 - 釘宮理恵
並々ならぬ叡智を持つ少女の英雄。大鎌で敵を狩る姿は災厄にも喩えられる。少々ワガママであるが、根は良い子なのだ。
シャルロット
声 - 伊波奈々
褐色の肌が魅力のクールな女性英雄。高い隠密能力で国の警備を易々と突破する。実はオバケが苦手という可愛い一面も…。
ギルガメッシュ
声 - 神谷浩史
黒衣を纏い戦場をその暴の力で圧倒する英雄。圧倒的カリスマで配下を率いるその姿は、時に王以上に王らしいとされる。
エンキドゥ
声 - 斎藤千和
兄お揃いの黒衣を纏い幾百の魔獣をただ一撃に屠る力を持つ異能の少女英雄。その瞳はただ兄だけを見つめ、王ですら二の次とか…。
ハンニバル
声 - 大塚明夫
史上最高の戦術家と呼ばれるほどの英雄。話し上手で懐の深い性格は渋い魅力と相まって男女問わずに人気がある。
源義経
声 - 水樹奈々
薙刀を振り回す雅豊かなギャル英雄。イマドキのパないテンションモリモリな彼女の前に敵はなく、越えられない壁は無いという。
ブーディカ
声 - 田中敦子
派手な装飾のセクシーな衣装を身に纏う英雄。精神年齢が高く、まったり優雅に生きている。馬車と美容に良い野菜がお気に入りらしい。
パーシヴァル
声 - 水橋かおり
『趣があります』が口癖の文化系英雄。頼まれた慧眼で真偽を見極める少女の英雄。普段はおどおどしていて頼りなさげだが、常に周りを観察し、王を守ってくれている。
孫尚香
声 - 朴璐美
明るく元気で正義感に溢れる活発な女性英雄。戦で勝利する度に開かれる宴では、大好きな小籠包を百以上平らげる強者である。
スキピオ
声 - 内匠靖明
拳銃の扱いと戦術に長けた、華美な英雄。冷静沈着で、策に美学を求める自信家だが、王に対する熾烈なまでの情念を秘めている。
伊達政宗
声 - 大原さやか
妖艶な雰囲気を纏う、隻眼の女英雄。戦場ではまさに鬼神のごとき活躍で恐れられる。血に濡れた姿は美しく、妖しい香りを放つ。
太公望
声 - 森久保祥太郎
智略に優れし、気怠げな引きこもり。智略を巡らし策謀を似て勝利へと導く英雄。皮肉なことに戦嫌い。何事にも無気力だが、王を幸福にしたいという気持ちは確たる者。
レオニダス
声 - 関智一
喧嘩上等ッ！屈強なスパルタン！鉄球をぶん回す、喧嘩上等スパルタ英雄。鋼の肉体、揺るがぬ忠誠心、義侠心を持つ。漢気満ちる英雄の勢いは誰にも止められない。
カエサル
声 - 三木眞一郎
戦略、戦術、戦闘の勘に長けた智謀の英雄。覇道の為なら、あらゆる人物を利用する冷酷さ、そして時に手段を選ばない豪胆さを併せ持っている。
クレオパトラ
声 - 田村ゆかり
年寄り臭い口調と尊大な性格のワガママ英雄。国の経済を第一に考える職人気質のお嬢様で、かつて何かしたのかと思うほど運がない。
ラーマ
声 - 桑島法子
いつも無気力無関心な女英雄。戦う事以外のあらゆることに興味を持たないが、足に繋がれた鉄球には並々ならぬ執着を示す。
趙雲
声 - 草尾毅
公明正大を掲げ、不正を許さぬ正義の英雄。勇猛果敢、英俊豪傑。彼の強さはもはや別格。しかし、過去の出来事が未だに彼を苦しめる…。
ロビンフッド
声 - 代永翼
己の正義を信じるぶっきらぼうな少年英雄。弱き者の為に戦う強さと優しさを持っており、その眼光は、鋭い矢尻のごとく悪を見据えている。

#### 第2章
メイヴ
声 - 名塚佳織
無二の魅力を持つ、お姫様のような英雄。朗らかな性格から、民の人気は高い。お花とお芝居をこよなく愛している。
オデュッセウス
声 - 福山潤
礼儀正しくも冷徹な、罪を背負いし英雄。何事にも動じない、紳士的な英雄。常に正論を話すが、それ故に反感を買うことも。清廉潔白に見える彼には、何か秘密があるらしい。
アーサー
声 - 岡本信彦
騎士道精神あふれる、清廉潔白な英雄。卑怯な行いを嫌い、いつも堂々としている。王と国を守るためなら、己の身さえ省みない。
メルリヌス
声 - 花澤香菜
誰にも本心を見せない、ウソつきな英雄。話術に長け、言葉一つで国をも動かす。魔法で相手の虚を突く戦いを得意としている。
静御前
声 - 水瀬いのり
多くの才能に愛された、少女の英雄。見た目に合わない凛とした態度で周囲を導く。そんな彼女には、誰にも言えない秘密が…。
アキレウス
声 - 中井和哉
常に飄々としており、掴みどころのない英雄。類稀なる俊足を活かし、戦場を駆け回る。肩に乗っているカメ太郎を溺愛してやまない。
シャルルマーニュ
声 - 伊藤静
武芸に秀で、知略にも長ける理想の英雄。しかし性格は傲慢にして冷徹であり、戦場に人としての情を一切持ち込まない。
テセウス
声 - 置鮎龍太郎
容姿端麗であり強靭な肉体と機知を持つ英雄。国内外問わず、民からの人気が非常に高くまさに理想の英雄と呼ぶに相応しい。
パンドラ
声 - 悠木碧
好奇心旺盛で、おてんばな英雄。探検好きで、常に新しい発見を求めているが、その行動力が原因でトラブルを招くことも多い。
ダーククローディア
声 - 日笠陽子
魔を宿した剣と槍で全てを滅ぼす無双の英雄。忠誠心や協調性はまるでないようで、ひたすら強さを求め、戦いに明け暮れている。
スカアハ
声 - 豊口めぐみ
知略に武術、両方に秀でた凛々しき英雄。指揮を執りながらも戦場を駆けるカリスマ。その姿は威風堂々、勇猛果敢である。
天草四郎
声 - 白石涼子
女の子と見紛う可愛らしい容姿の少年英雄。戦は苦手だが、皆を思う気持ちは誰よりも強い。巷では「奇跡を起こす」と噂されているが…？
ネロ
声 - 戸松遥
いつも明るく楽しいことが大好きな英雄。頻繁に城下で音楽会やお祭りを開いており、平和な世界を作ろうと奮闘している。
アンデルセン
声 - 花江夏樹
強大な魔力を駆使し、物語を紡ぐふわふわとした口調で話す、心優しき英雄。空想が大好きで、いつも物語を書いている。戦いになれば、凄まじい魔力で敵を圧倒する。
安倍晴明
声 - 池田秀一
シキノカミを操る、歴戦の魔法師英雄。魔導や天文学など、あらゆる道を極めた英雄。その研鑽と実力は他国にも知れ渡るほど。未来ある若者の育成に何より力を入れている。
ダーク平将門
声 - 石田彰
笑みの裏で知略を巡らせる、策略家の英雄。他人の利用価値を常に見定めており、時には味方さえも切り捨てる冷酷さを持つ。
メディア
声 - 丹下桜
過剰なほどに冷静沈着な、凄腕の魔法師英雄。敵を無表情で蹴散らしていく姿は機械のよう。失態を犯した兵士には容赦ない断罪を下す。
メアリー・リード
声 - 川澄綾子
掴みどころのない、飄々とした英雄。一見冷たく見えるが、実際は非常に思慮深く、先入観にとらわれない慧眼を持つ。
アン・ボニー
声 - 植田佳奈
自由奔放かつ豪快な英雄。人との会話が好きで頻繁に酒場に通っている。悪を憎み、弱者を虐げる者は絶対に許さない。
バルバロッサ
声 - 中原麻衣
たった一人で敵軍を薙ぎ倒す、剛腕の英雄。楽しいことなら何でも大好きで、子供達を連れて毎日のように遊び回っている。
ナイチンゲール
声 - 茅原実里
「奉仕と献身」を掲げる医師の英雄。表情に乏しく、冷淡に映ることもあるが胸に秘めた命への想いは誰よりも熱い。
ダーク巴御前
声 - 井上喜久子
寡黙にして傍若無人な、邪悪なる女英雄。他者との関わり合いを拒絶し、孤独を好む。異常な残虐性を持つが、その故は知れない。

### その他
ルル
声 - 篠宮あすか
ゲームのナビゲーション役となるサキュバス姉妹の姉。
ナナ
声 - 七瀬彩夏
ゲームのナビゲーション役となるサキュバス姉妹の妹。
エリノア
声 - 鈴宮舞姫